# Ilburnia cheesmani
Ilburnia cheesmani är en insektsart som beskrevs av Frederick Arthur Godfrey Muir 1927. Ilburnia cheesmani ingår i släktet Ilburnia och familjen sporrstritar. Inga underarter finns listade i Catalogue of Life.